# Campagnes d'Afrique de l'Est (Force publique)
Pour les articles homonymes, voir Campagne d'Afrique de l'Est.
Première Guerre mondiale
Théâtre africain de la Première Guerre mondiale
Batailles

Le drapeau de la Force publique

Les Campagnes d'Afrique de l'Est sont les opérations militaires de la Force publique du Congo belge en Afrique de l'Est pendant les Première et Seconde Guerres mondiales.

## Première Guerre mondiale

### Préambule
Le 4 août 1914, une communication télégraphique annonçant la déclaration de guerre de l'Allemagne à la Belgique et celle du Royaume-Uni à l'Allemagne parvient à l'administrateur général de l'Afrique orientale allemande, le gouverneur Heinrich Schnee. Des communications similaires arrivent au gouverneur général du Congo belge Félix Fuchs et au gouverneur de l'Afrique orientale britannique Henry Conway Belfield (en).

Tous trois, conformément aux articles du chap. III de l'Acte général de la conférence de Berlin de 1885, ordonnent qu'aucune action hostile ne soit prise.

Une autre raison est qu'aucune colonie n'a beaucoup de troupes militaires. Au Congo belge, la Force publique fonctionne plus comme une force de police que comme une armée.
Cependant le commandant de la troupe impériale de protection de l'Afrique orientale, le lieutenant-colonel Paul von Lettow-Vorbeck, ignorant les ordres de Schnee, prépare son armée au combat et la renforce. De 260 Allemands et 2 472 askaris au 4 août 1914, les Schutztruppen vont s'agrandir jusqu'à compter, au 31 décembre 1915, 2 712 Allemands, 11 367 askaris et 2 591 auxiliaires Ruga-Ruga 
assistés par 45 000 porteurs

### Les premiers affrontements
Alerté des préparatifs allemands, le commandant en chef de la Force publique, le lieutenant-général Charles Tombeur ordonne la mobilisation le 6 août 1914.
Les premiers affrontements entre les Belges et les Allemands vont se concentrer sur le lac Tanganyika et sur ses rives.
Le 15 août, les troupes allemandes stationnées au nord de leur colonie bombardent et attaquent Uvira, à l'extrême nord du lac Tanganyika et s'emparent de l'île d'Idjwi sur le lac Kivu. Le 22 août, le SMS Hedwig von Wissman ouvre le feu sur le port d'Albertville et parvient à faire s'échouer l'Alexandre Delcommune qu'il avait déjà tenté par deux fois de couler dans les jours précédents.
Croyant les Belges hors d'état de leur causer des problèmes, car n'ayant plus que la péniche Mosselback (surnommée aussi la Dix-tonne), les Allemands, avec le SMS Hedwig von Wissman et le SMS Kingani concentrent alors leurs actions sur les eaux rhodésiennes du lac.

Le 5 septembre 1914, 40 askaris et 80 Ruga-Ruga attaquent, pendant 3 jours, Abercorn puis rompent le combat à l'arrivée d'Olsen et du 1er bataillon de la Force publique venus de Kitope, en renfort, à la demande des Rhodésiens. Le 18 novembre, les Allemands coulent les SS good News et SS Morning Star et le SS Cecil Rhode le lendemain. En juin 1915, ils pensent asseoir définitivement leur suprématie en lançant la canonnière SMS Graf von Götzen.
Cependant, les Belges recomposent une flottille non seulement en réparant l'Alexandre Delcommune, qui s'appelle désormais le Vengeur, mais aussi en  mettant à flot la vedette rapide Netta.  En plus, ils reçoivent, en renfort, des Britanniques les deux croiseurs à moteur à essence HMS Mimi et HMS Toutou commandées par Geoffrey Spicer-Simson. Grâce au ministre des Affaires étrangères Julien Davignon et au ministre des Colonies Jules Renkin, ils se dotent aussi d'une force aérienne avec quatre hydravions Short Type 827, fournis par le Royaume-Uni, qu'ils basent à M'toa (30 km au nord d'Albertville).
La contre-offensive et la « bataille pour le Tanganyika » peut maintenant débuter.

### La campagne de 1916

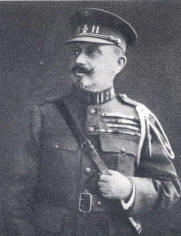
Le lieutenant général Charles Tombeur.

En juillet 1915, les troupes britanniques sont sous les ordres d'un nouveau commandant en chef, le général d'armée Jan Smuts de l'Union d'Afrique du Sud. Son rôle est de coordonner les actions militaires des troupes belgo-britanniques suivant les plans échafaudés par l'état-major général britannique.
La mission dévolue à la Force publique est la prise de contrôle de tout le nord-ouest de l'Afrique orientale allemande jusqu'au lac Victoria, à l'est ; jusqu'à Karema, au sud, et surtout la portion de la ligne du chemin de fer allemand (Tanganjikabahn) allant d'Ujiji à Tabora. Sur son flanc gauche, se trouve la brigade du brigadier-général sud-africain Charles Preston Crewe et sur son flanc droit des troupes rhodésiennes commandées par le brigadier-général britannique Edward Northey.
À partir du 18 avril 1916, la Force publique commandée par Charles Tombeur est massée entre les lac Édouard et Tanganyika mais limite ses opérations à des patrouilles frontalières.
Elle est divisée en deux brigades : la « brigade sud » positionnée entre les lacs Tanganyika et Kivu sauf le 6e bataillon qui est stationné à Kitope et la « brigade nord » placée entre les lacs Édouard et Kivu.

#### Composition des brigades
cf. référence
- Commandement général : général-major Charles Tombeur,
  - chef d'état-major : lieutenant-colonel Auguste Tilkens ;
- effectif total des brigades « nord » et « sud » : 719 Belges, 11 698 Congolais assistés par environ 8 000 porteurs[14].

##### Brigade sud
- Commandement :
  - lieutenant-colonel Frederik-Valdemar Olsen ;
- Composition :
  - 1er régiment d'infanterie, armé du  fusil Mauser 71 pour la troupe et du fusil Mauser 98 pour les sous-officiers,
  - 2e régiment d'infanterie, armé soit du fusil Mauser 71 soit du fusil Gras pour la troupe et du fusil Mauser 98 pour les sous-officiers,
  - 2e et 4e batteries d'artillerie de campagne,
  - 2e compagnie de pionniers-pontonniers,
  - 1 unité de télégraphistes,
  - services de santé, logistique, postal et financier.
- 6e bataillon d'infanterie
  - Commandement :
    - major Stinglhamber puis, à partir du 28 février 1916, lieutenant-colonel Georges Moulaert.

##### Brigade nord
- Commandement :
  - colonel Philippe Molitor puis, à partir de septembre 1916, lieutenant-colonel Armand Huyghé[15] ;
- Composition :
  - 3e régiment d'infanterie, commandé par le major Bataille, armé du fusil Mauser 71 pour la troupe et du fusil Mauser 98 pour les sous-officiers,
  - 4e régiment d'infanterie, commandé par le major Jean Rouling, armé du fusil Gras pour la troupe et du fusil Mauser 98 pour les sous-officiers,
  - 1re et 3e batterie d'artillerie de campagne,
  - 1 batterie de mortiers,
  - 1re compagnie de pionniers-pontonniers,
  - 1 compagnie de télégraphistes,
  - services de santé, logistique, postal et financier.

#### Déroulement

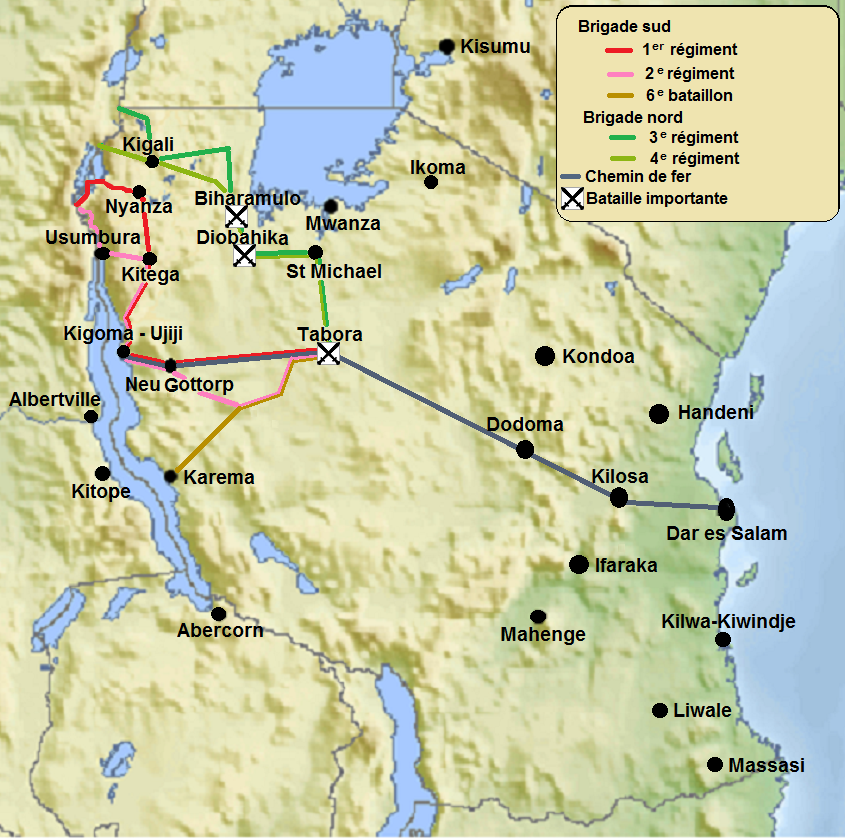
Itinéraires de la Force publique pendant la campagne de 1916 en Afrique orientale allemande

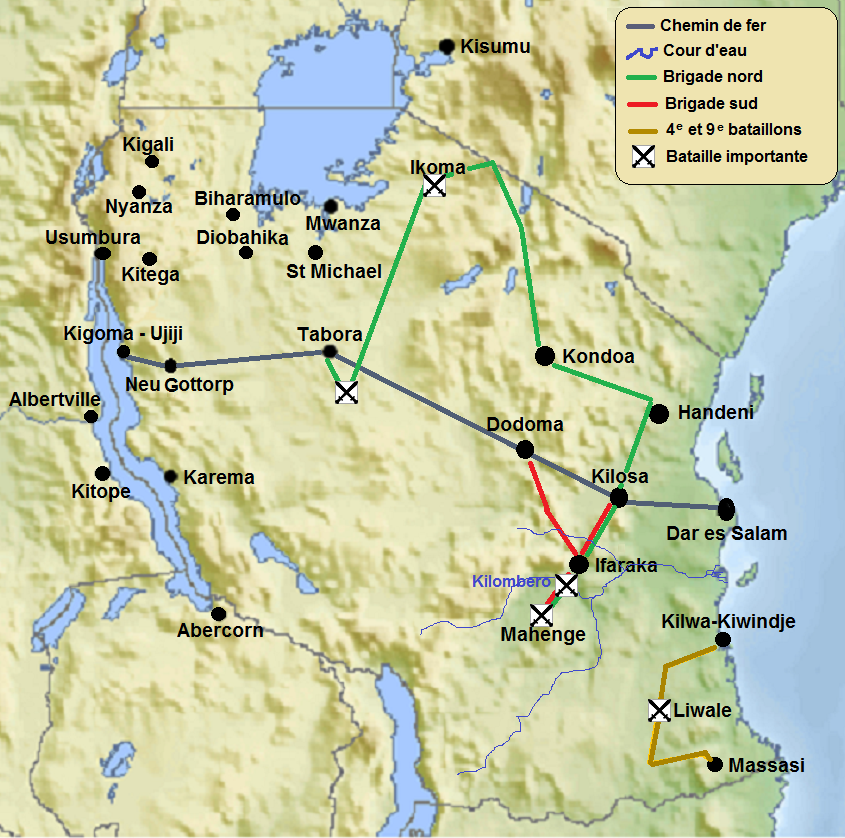
Itinéraires de la Force publique pendant la campagne de 1917 en Afrique orientale allemande

L'opération qui doit se dérouler en 4 temps débute le 20 avril 1916 :
- 1er temps : marche conjointe des deux brigades sur la transversale Nyanza-Kigali et contrôle du Ruanda ;
- 2e temps : marche en éventail sur la transversale Usumbura-lac Victoria et contrôle de l'Urundi et de l'Ussuwi ;
- 3e temps : conquête de Kigoma pour la « brigade sud » et de Mwanza pour la « brigade nord » ;
- 4e temps : marche en entonnoir sur Tabora, prise de la ville et jonction avec les troupes britanniques du brigadier-général Crewe.

##### Brigade sud
Partie de Bukavu, le 1er régiment libère l'île d'Idjwi le 6 mai et atteint Nyanza le 19 tandis que le 2e régiment se déploie, dans un premier temps, sur toute la frontière le long de la rivière Ruzizi avant d'atteindre Usumbura le 6 juin. Kitega est atteint le 17 juin par le 1er régiment et, peu après, par le 2e régiment. Le 8 juillet, toute la brigade quitte Kitega pour atteindre Kigoma, le 27, Ujiji le 28 puis Neu Gottorp (en) le 30.

Sans réels combats, la Force publique est maintenant maître de 120 km de la voie ferrée des chemins de fer allemands de Dar es Salam à Ujiji qu'il faut réparer à la suite des sabotages opérés par les Schutztruppen pendant leur fuite vers Tabora. Cette réparation est essentielle car la voie ferrée doit permettre le ravitaillement de la brigade.

L'avancée vers Tabora se poursuit, de nouveau en deux colonnes. Le 1er régiment suit la voie de chemin de fer tout en réparant les dommages. Le 2e régiment suit une parallèle plus au sud qui doit servir de première ligne de défense contre une éventuelle contre-attaque allemande.

Le 26 août, le 2e régiment est rejoint, à Kiluromo, par le 6e bataillon parti de Karema (en) 20 jours plus tôt. À hauteur d'Ugombe, ils bifurquent vers la voie ferrée et prennent Kalunde ainsi que la gare d'Usoke le 30 août alors que le  1er régiment n'est arrivé qu'à Kombe.

Le 10 septembre, la brigade entière entame les premières lignes de défenses de Tabora. Elle est rejointe par la « brigade nord » pendant la nuit du 13 au 14.

##### Brigade nord
Le 3e régiment, parti du nord des montagnes des Virunga, occupe Kamwesi dès le 20 avril puis Kigali le 6 mai tandis que le 4e régiment, parti de Goma, y arrive le 20 mai suivant.

Le 24 juin, le 4e régiment occupe Biharamulo tandis que le 3e régiment occupe l'est de la localité jusqu'à Nyamirembe sur le lac Victoria. C'est de cette dernière localité qu'une partie du service de logistique est embarquée pour Mwanza occupée par les troupes britanniques du brigadier-général sud-africain Charles Preston Crewe depuis le 9 juin. Sa mission est d'établir un centre de ravitaillement et postal pour la brigade à Mwanza et un autre à Kisumu.

Le 3 juillet, au mont Kato, la brigade engage son premier vrai combat qui permet la capture du hauptmann Godovius mais occasionne aussi de graves blessures au major Rouling. Si la colonne allemande est anéantie après 6 h de lutte, les pertes pour la brigade sont également importantes :
- tués : 4 Européens et 33 Africains ;
- blessés : 5 Européens et 30 Africains ;
- disparus : 5 Africains.

La brigade quitte Biharamulo le 8 juillet et livre à nouveau combat les 14 et 15 juillet à Diobahika contre 850 Allemands et askaris avant de parvenir à Saint Michael (en) où la jonction avec les Britanniques de Crewe est effectuée.

Laissant ces derniers empêtrés dans leurs problèmes de télécommunication et de logistique, la brigade se met rapidement en mouvement et atteint Tabora dans la nuit du 13 au 14 septembre.

##### Prise de Tabora

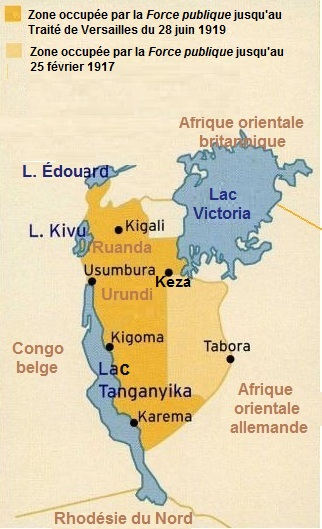
Zones occupées par la Force publique en Afrique orientale allemande entre le 19 septembre 1916 et le 28 juin 1919.

La « brigade sud » entame les premières lignes de défense de Tabora le 10 septembre 1916. Elle est rejointe par la « brigade nord » pendant la nuit du 13 au 14. Les combats violents durent jusqu'au 19 septembre mettant en fuite les troupes du major-général Kurt Wahle (en). Crewe n'arrive à Tabora que le 23 septembre alors que la position est entièrement sécurisée par la Force publique. Cette prise « décapite » ainsi le soutien logistique des Allemands et achève le contrôle total par les troupes de la coalition belgo-britannique sur le chemin de fer allemand de la Tanganjikabahn.

#### Épilogue
Le commandant en chef britannique, le général d'armée Jan Smuts, par peur d'une possible prétention des Belges sur la colonie allemande, demande à ceux-ci de rentrer au Congo belge et de préserver la sécurité au Ruanda et en Urundi.
Charles Tombeur remet le commandement général de la Force publique à Armand Huyghé et prend le commandement des troupes d'occupation du futur Ruanda-Urundi composée d'environ 2 000 hommes. Il établit son quartier général à Tabora et répartit ses autres garnisons entre les localités de Karema, Kigoma, Neu Gottorp, Saint-Michael, Keza (en), Usumbura et Kigali. Il conserve également les deux bureaux de franchise militaire de Mwanza et Kisumu.

### La campagne de 1917
En 1917, les troupes britanniques sont, une nouvelle fois, sous les ordres d'un nouveau commandant en chef, le général d'armée Jacob van Deventer de l'Union d'Afrique du Sud. Ce dernier se voit contraint de demander l'aide de la Belgique et l'appui de la Force publique pour exécuter son plan d'action.

Cette fois, une convention est préalablement signée à Tabora en avril 1917 entre le général britannique Hoskins, d'un côté, et le général belge Justin Malfeyt et le lieutenant-colonel Armand Huyghé, de l'autre côté. Les Belges ont pour mission, d'une part, d'attaquer, par le nord, les troupes allemandes de von Lettow-Voorbeck qui sont situées, à ce moment, dans la région des monts Uluguru et, d'autre part, de poursuivre une unité commandée par le major Wintgens qui se trouve près du lac Rukwa et se dirige vers le nord-ouest.
la Force publique est maintenant commandée par le lieutenant-colonel Huyghé. Ce dernier divise ses forces en trois : une « brigade sud » à la poursuite de von Lettow-Voorbeck, une « brigade nord » à la poursuite de Wintgens tandis que les 4e et 5e bataillons du 2e régiment d'infanterie stationnés depuis 1916 au Ruanda-Urundi restent sur place.

#### Composition des brigades
cf. référence

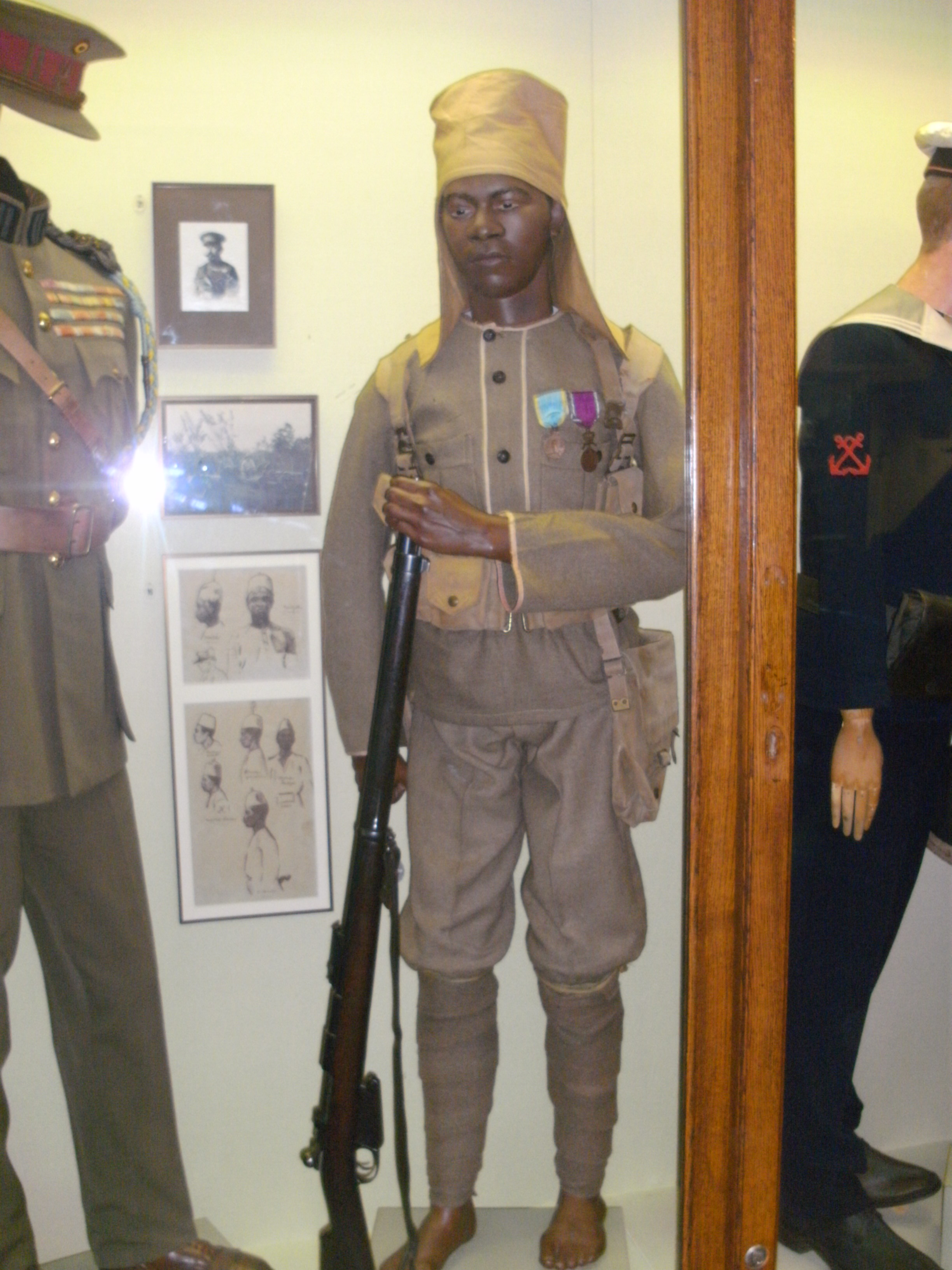
Uniforme d'un soldat de la Force publique en 1918.

- Commandement général : lieutenant-colonel Armand Huyghé ;
- effectif total des brigades « nord » et « sud » : 456 Belges, 6 000 Congolais assistés par environ 13 000 porteurs.

##### Brigade sud
- Commandement :
  - lieutenant-colonel Armand Huyghé ;
- Composition :
  - 1er régiment d'infanterie, commandé par le major Bataille, armé du fusil Mauser 71 pour la troupe et du fusil Mauser 98 pour les sous-officiers,
  - 1re compagnie d'infanterie cycliste,
  - 1re compagnie de mitrailleurs,
  - 2e batterie d'artillerie de campagne,
  - 1re compagnie de pionniers-pontonniers,
  - 1 compagnie de télégraphistes,
  - 1 dépôt mobile,
  - services de santé, logistique, postal et financier.

##### Brigade nord
- Commandement :
  - lieutenant-colonel Thomas.

#### Déroulement

##### Brigade sud
En mai 1917, un bataillon d'infanterie et une compagnie de pionniers-pontonniers quittent Ujiji, en chemin de fer, pour Dodoma afin d'y préparer une base militaire, le dépôt de ravitaillement mobile et le quartier général de la « brigade sud ».
Le 31 juillet, elle occupe ses quartiers à Dodoma et à Kilosa. Le 14 août, après avoir été rejointe par la « brigade nord », la Force publique se met en route avec Mahenge, le quartier général de von Lettow-Voorbeck, comme objectif.

le 21 août, à Kidoli, au passage de la rivière Ruaha, la colonne partie de Kilosa, et commandée par le major Bataille, rattrape et chasse devant elle l'arrière garde allemande, la rattrape à nouveau au passage de la rivière Sanga, où elle libère des prisonniers britanniques, puis rejoint, le 28 août, comme initialement prévu, à Ifaraka la colonne partie de Dodoma.

C'est le 1er septembre, au passage de la rivière Kilombero, que la brigade livre ses premiers combats soutenus  contre quatre compagnies allemandes retranchées. Les combats durent jusqu'au 10 septembre.

Le 29 septembre, une nouvelle bataille, à hauteur de la crête de Kingengena, repousse les premiers défenseurs de la position retranchée de Mahenge.
Le 5 octobre, la Force publique, positionnée au nord de Mahenge débute les combats qui durent jusqu'au 9. Face à elle se trouve 350 Allemands et 2 000 askaris commandés par le capitaine Tafel qui doivent permettre la fuite de von Lettow-Voorbeck et du reste des Schutztruppen,.

Le 9 octobre, Tafel, accompagné d'un millier de soldats, réussi à s'échapper mais laisse derrière lui 227 hommes, dont 112 allemands, prisonniers du major Muller. Ce dernier délivre également les captifs, dont un officier britannique, du camp de prisonniers de guerre.

À partir du 10 octobre, une partie de la brigade, sous les ordres du major Gilly, poursuit Tafel et, le 13, subit, victorieusement, une contre offensive allemande à Katalua. Le 16 octobre, une patrouille surprend un détachement des troupes de Tafel convoyant des prisonniers britanniques qui sont libérés. Arrivée à 120 km au sud-est de Mahenge, Gilly reçoit l'ordre d'abandonner la poursuite et de revenir à Mahenge.
Entre-temps, van Deventer demande l'aide d'Huygé pour un autre théâtre d'opération. La position de Mahenge étant sous contrôle, il lui envoie, sous le commandement du commandant Hérion, les 4e et 9e bataillons d'infanterie, une compagnie d'infanterie cycliste, la 4e batterie d'artillerie et un hôpital de campagne.

L'unité retourne sur Kilosa, rejoint Dar es Salam par le chemin de fer où elle embarque à bord d'un navire britannique avant de débarquer à Kilwa-Kiwindje (en) le 13 octobre 1917. Le 30 octobre, elle prend Liwale puis, le 16 novembre, secourt, à Nguru-Masiva, un détachement britannique aux prises avec des troupes de Tafel. Début décembre, elle est à Massasi où elle libère des prisonniers de guerre. C'est la dernière action de la Force publique qui est renvoyée définitivement au Congo belge.

##### Brigade nord
Depuis mai 1917, elle est sur le terrain, accompagnée par la brigade britannique du brigadier Edwards, à la poursuite des troupes du major Wintgens.
Dans la nuit du 23 au 24 mai, le 6e bataillon d'infanterie de la « brigade nord » capture Wintgens au sud de Tabora mais le gros de l'unité allemande parvient à s'échapper vers le nord et est désormais placée sous le commandement du lieutenant Naumann.

À partir de ce moment, et jusqu'à la fin de juillet, la « brigade nord » reste seule à la poursuite des 600 hommes de Naumann qui traversent la voie ferrée des Uganda Railway à l'est de Tabora le 27 mai.

Le 28 juin, Naumann atteint, attaque et occupe le poste militaire, tenu par le lieutenant britannique Suntherland, d'Ikoma sur la rivière Grumeti. La brigade nord atteint Ikoma le lendemain et force Naumann au combat. Cependant, ce dernier, à la faveur de la nuit, parvient à s'échapper. Le matin du 1er juillet, le lieutenant-colonel Thomas découvre le corps enterré de Suntherland, dont la tête a été atrocement mutilée, dans une boma.

Les Allemands atteignent le lac Natron puis prennent la direction du sud jusqu'à Kondoa où, fin juillet, ils échappent une nouvelle fois à la capture, à la fois par les Belges et par les dragons britanniques du colonel P. H. Dyke. Ils prennent alors la direction de l'est et de Handeni. C'est à partir de ce moment que van Deventer, jugeant les troupes à la poursuite de Naumann trop importantes, la « brigade nord » est envoyée en renfort de la « brigade sud ».
Dyke continue, alors, seul la poursuite qui l'amène jusqu'à Handeni, puis à Moshi, où d'autres Britanniques attendent Naumann, et enfin aux monts Luita.

C'est, complètement encerclé, à cet endroit que Naumann se rend, le 1er octobre 1917, en compagnie de 14 Allemands, 165 askaris et le reste de ses porteurs. Le lendemain, un groupe de 3 Allemands et de 53 askaris se rendent à leur tour. La poursuite aura duré cinq mois et nécessité de nombreuses troupes qui auraient été utiles sur le théâtre principal des opérations.

#### Citation
Après la campagne, le général van Deventer remercie le lieutenant-colonel Huyghé par ces mots :
- « The Belgian troops are splendid fighters, keen and reliable, and their participation in the campaign has been of the greatest value for the Allied force. »
- « Les troupes belges sont des combattants magnifiques, intelligents et sûrs, et leur participation dans la campagne a été de la plus grande valeur pour la force Alliée. »

### Bilan et conséquences

#### Les pertes de la Force publique
|                                                                            | Campagne de 1916 dite « campagne de Tabora » | Campagne de 1916 dite « campagne de Tabora » | Campagne de 1917 dite « campagne de Mahenge » | Campagne de 1917 dite « campagne de Mahenge » |
|                                                                            | tués                                         | blessés                                      | tués                                          | blessés                                       |
| -------------------------------------------------------------------------- | -------------------------------------------- | -------------------------------------------- | --------------------------------------------- | --------------------------------------------- |
| officiers et sous officiers                                                | 41                                           | 62                                           | 17                                            | 7                                             |
| troupe                                                                     | 1 334                                        | 988                                          | 561                                           | 215                                           |
| porteurs*                                                                  | 4 500                                        | -                                            | 2 624                                         | -                                             |
| total                                                                      | 5 875                                        | 1 050                                        | 3 202                                         | 222                                           |
| * Les porteurs sont tous morts soit de maladies diverses soit d'épuisement |                                              |                                              |                                               |                                               |

Au Congo belge lui-même, la guerre laisse aussi des traces, un missionnaire belge resté au Congo décrit alors la société noire comme une société dans laquelle « le père est allé au front, la mère a moulu le grain pour les soldats et les enfants ont apporté la nourriture au front ».

#### Traité de Versailles
Le traité de Versailles du 28 juin 1919 de par son pacte de la Société des Nations
confie à la Belgique un  mandat de classe B sur les divisions du Ruanda et de l'Urundi ainsi qu'une franchise de droit de douane pour les marchandises passants par le chemin de fer du Tanganyika Railway (ancienne Tanganjikabahn) entre Albertville et Dar es Salam, ainsi que par la route et, plus tard, par voie aérienne (fret et passagers).
Contrairement aux espérances belges, la division de Bukoba est placée sous mandat britannique, David Lloyd George voulant pouvoir contrôler l'entièreté du lac Victoria.

## Seconde Guerre mondiale
Seconde Guerre mondiale
Batailles

### Première Guerre mondiale
- Lieutenant général F.P. Emile Janssens, Histoire de la Force publique, Ghesquière & Partners, Bruxelles, 1979
- Pierre Daye, Avec les vainqueurs de Tabora, Éditions Rex, Bruxelles, 1935
- Ministère de la Défense nationale, Les Campagnes coloniales belges 1914-1918, Tome II : La campagne de Mahenge (1917), Bruxelles, 1932 
  - les tomes I et II sont consultables à la bibliothèque du Musée royal de l'armée et de l'histoire militaire
- The Times, History of the war, vol. XIX, Printing House Square, Londres, 1919 [(en) lire en ligne]

### Deuxième Guerre mondiale
- Philippe Brousmiche, Bortaï : journal de campagne : Abyssinie 1941, offensive belgo-congolaise, Faradje, Asosa, Gambela, Saio, Paris, Éditions L'Harmattan, coll. « Harmathèque », 2010, 299 p. (ISBN 978-2-296-13069-2, OCLC 848089785, lire en ligne)